# Assling, Tyrolen
Assling är en ort och kommun i distriktet Lienz i förbundslandet Tyrolen i Österrike.
Kommunen består av 18 orter (Ortschaften) (inom parentes invånarantal 1 januari 2024):

- Bannberg (122)
- Bichl (48)
- Burg (48)
- Dörfl (40)
- Herol (11)
- Klausen (35)
- Kosten (63)
- Mittewald (198) - även en del i Anras
- Oberassling (182)
- Oberthal (98)
- Penzendorf (81)
- St. Justina (29)
- Schrottendorf (64)
- Thal-Aue (311)
- Thal-Römerweg (85)
- Thal-Wilfern (108)
- Unterassling (194)
- Vergein (30)